# Eleutherodactylus unicolor
El coquí duende (Eleutherodactylus unicolor) es una especie de rana nativa de Puerto Rico perteneciente a la familia Eleutherodactylidae.